# Heshan (Guangdong)
Pour les articles homonymes, voir Heshan.
Heshan (鹤山 ; pinyin : Hèshān) est une ville de la province du Guangdong en Chine. C'est une ville-district placée sous la juridiction de la ville-préfecture de Jiangmen.
On l'appelle Heshan parce qu'il y a une montagne dans la ville qui ressemble à une grue.

## Démographie
Située dans le sud de Canton et traversée par la rivière d'Ouest, Heshan est une nouvelle ville d’industrie.
La population du district était de 350 863 habitants en 1999.
Elle est maintenant une petite ville appartenant à Jiangmen.

## Économie
L'industrie textile a une place importante dans l'économie de la ville.
En juillet 2013, les habitants de Heshan font annuler un projet d'usine d'enrichissement d'uranium afin de préserver leur environnement .

## Quartiers
- Shaping
- Yayao
- Gonghe
- Taoyuan
- Zhishan
- Yunxiang
- Hecheng
- Zhaiwu
- Shuanghe
- Longkou
- Gulao

## Personnalités
Chen Xiaomin (1977-), haltérophile chinoise, championne olympique et du monde.